# بيل لاكي
بيل لاكي (بالإنجليزية: Bill Lucky)‏ هو لاعب كرة قدم أمريكية أمريكي، ولد في 24 أغسطس 1931 في Heidenheimer, Texas ‏ في الولايات المتحدة، وتوفي في 9 يناير 2012 في روزنبرغ في الولايات المتحدة.

## وصلات خارجية
- بيل لاكي على موقع مرجع كرة القدم المحترفة.كوم (الإنجليزية)